# Lochieu
Lochieu est une ancienne commune française, située dans le département de l'Ain en région Auvergne-Rhône-Alpes. Le 1er janvier 2019, elle devient commune déléguée d'Arvière-en-Valromey.

## Histoire
Au Moyen Âge, la maison forte de Prangins avec « son moulin sur l'Arvières » est citée en 1345 dans une reconnaissance. En 1421, noble Pierre d'Oncieu remet en emphytéose perpétuelle : « son moulin appelé Curia, cours d'eau, bâtiments, dépendances, garniements et sorties » à Pierre, marchand drapier,.
Par un arrêté préfectoral du 17 décembre 2018, Lochieu se regroupe avec Brénaz, Chavornay et Virieu-le-Petit pour former la commune nouvelle d'Arvière-en-Valromey au 1er janvier 2019.

## Politique et administration

### Administration municipale
Le nombre d'habitants de la commune étant inférieur à 100, le nombre de membres du conseil municipal est de 7.

### Liste des maires
| Période                                  | Période      | Identité         | Étiquette | Qualité |
| ---------------------------------------- | ------------ | ---------------- | --------- | ------- |
| juin 1995                                | mars 2008    | Charles Alligros |           |         |
| mars 2008                                | janvier 2019 | Gérard Berthier  |           |         |
| Les données manquantes sont à compléter. |              |                  |           |         |

| Période      | Période | Identité        | Étiquette | Qualité |
| ------------ | ------- | --------------- | --------- | ------- |
| janvier 2019 |         | Gérard Berthier |           |         |

## Démographie
L'évolution du nombre d'habitants est connue à travers les recensements de la population effectués dans la commune depuis 1793. Pour les communes de moins de 10 000 habitants, une enquête de recensement portant sur toute la population est réalisée tous les cinq ans, les populations de référence des années intermédiaires étant quant à elles estimées par interpolation ou extrapolation. Pour la commune, le premier recensement exhaustif entrant dans le cadre du nouveau dispositif a été réalisé en 2007.
En 2018, la commune comptait 86 habitants, en évolution de −10,42 % par rapport à 2012 (Ain : +5,15 %, France hors Mayotte : +2,11 %).
| 1793 | 1800 | 1806 | 1821 | 1831 | 1836 | 1841 | 1846 | 1851 |
| ---- | ---- | ---- | ---- | ---- | ---- | ---- | ---- | ---- |
| 172  | 220  | 266  | 340  | 310  | 255  | 301  | 293  | 282  |

| 1856 | 1861 | 1866 | 1872 | 1876 | 1881 | 1886 | 1891 | 1896 |
| ---- | ---- | ---- | ---- | ---- | ---- | ---- | ---- | ---- |
| 290  | 267  | 262  | 273  | 267  | 252  | 248  | 243  | 228  |

| 1901 | 1906 | 1911 | 1921 | 1926 | 1931 | 1936 | 1946 | 1954 |
| ---- | ---- | ---- | ---- | ---- | ---- | ---- | ---- | ---- |
| 207  | 193  | 174  | 158  | 179  | 158  | 139  | 101  | 98   |

| 1962 | 1968 | 1975 | 1982 | 1990 | 1999 | 2006 | 2007 | 2012 |
| ---- | ---- | ---- | ---- | ---- | ---- | ---- | ---- | ---- |
| 107  | 88   | 80   | 65   | 69   | 73   | 86   | 88   | 96   |

| 2017 | 2018 | - | - | - | - | - | - | - |
| ---- | ---- | - | - | - | - | - | - | - |
| 87   | 86   | - | - | - | - | - | - | - |

## Culture locale et patrimoine

### Lieux et monuments
- Musée départemental du Bugey-Valromey : il présente la vie quotidienne en Bugey-Valromey, depuis le XIIIe siècle jusqu'à nos jours. Plus de 3 000 objets illustrent les aspects traditionnels d'une société économiquement tournée vers la production laitière, le travail du bois et de la pierre.
- Chartreuse d'Arvières : au cœur de la forêt domaniale d'Arvières, se trouvent les ruines de la Chartreuse d'Arvières, 7e de l'ordre, fondée par saint Arthaud au XIIe siècle, classée au registre des monuments historiques depuis 1995[9]. Ce site, situé à 1 200 m d’altitude, correspond bien au « désert cartusien », isolé, difficile d’accès, asile privilégié pour la vie contemplative. Depuis 1994, l'Association des Amis du Jardin d'Arvières a créé, à l'emplacement de l'ancien potager de l'Abbaye, un jardin ethno-botanique qui rassemble une collection de plantes cultivées depuis le néolithique jusqu'au XVe siècle.

### Personnalités liées à la commune
- Saint Arthaud, premier prieur de la chartreuse.